# Säntis
Säntis é uma montanha dos Pré-Alpes de Appenzell e de São Galo, na Suíça. Com 2502,9 m de altitude e 2021 m de proeminência topográfica, é devido ao seu isolamento a 12.ª mais proeminente dos Alpes e a 29.ª da Europa, embora não seja das mais altas e seja o ponto mais alto do cantão de Appenzell Interior e do cantão de Appenzell Exterior. O seu cume é ainda repartido com o cantão de São Galo. É acessível por teleférico a partir de Schwägalp e célebre pelas suas vistas panorâmicas extraordinárias. A primeira ascensão no inverno foi feita em 1922.

## Geografia
O seu maciço é constituído por rocha calcária.
A situação muito exposta do Säntis causa condições meteorológicas extremas que só se costumam encontrar em alta montanha. Em abril de 1999, por exemplo, houve uma altura recorde de 816 cm de neve no cume. A temperatura média é de -1.9°C, e a média de precipitação anual é de 2487 mm. A temperatura máxima registrada foi de 21,0ºC no dia 26 de junho de 2019. A temperatura mínima absoluta, foi de -32,0º registrada em janeiro de 1905.

## Torre de comunicações
Tem no topo uma torre de transmissão da Swisscom (123,55 m), que retransmite vários programas de rádio VHF e televisão (SF1, SF2) da SRG SSR.

## Restaurantes
No topo do Säntis, na estação principal, há ainda dois restaurantes panorâmicos e várias instalações para acolher turistas. Graças à sua situação exposta, tem uma vista extraordinária, e com bom tempo pode-se observar a Floresta Negra na Alemanha, e as montanhas e terras de seis países: Suíça, Alemanha, Áustria, Liechtenstein, França e Itália.

## História

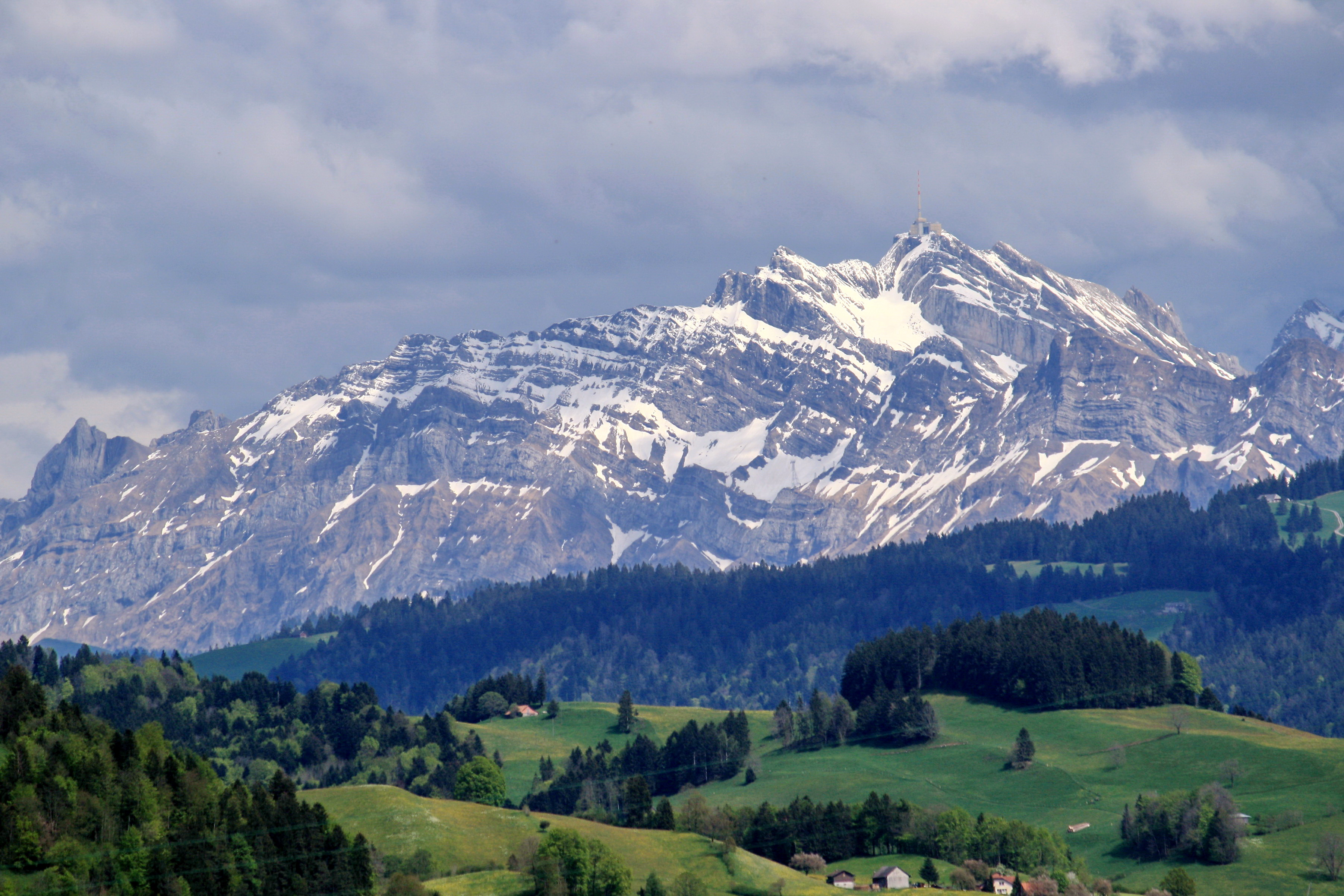
O Säntis visto de Batzberg

O nome Säntis já é usado desde o século IX, e provém do nome romanche Sambatinus que significa «o que nasceu a um sábado». Inicialmente só um flanco da montanha tinha este nome. Mais tarde, o nome passou também para o cume e foi traduzido para o alemão como Semptis ou Sämptis.
Säntis foi também o nome de um cantão da República Helvética (Cantão de Säntis, que existiu entre 1798 e 1803), formado pelo território de São Galo, Appenzell e Rheintal. A sua capital era São Galo (Sankt Gallen).
Em 1846, o primeiro refúgio de montanha foi construído no cume do Säntis, e em 1882 instalou-se uma estação meteorológica.
No inverno de 1922, houve uma morte no Säntis que se tornou muito famosa. O observador meteorológico Haas e a sua esposa Maria-Magdalena foram assassinados. A ausência de registos meteorológicos conduziu à intervenção de dois alpinistas que subiram a montanha até ao topo e descobriram os cadáveres. O assassino foi, segundo os inquéritos, Georg Anton Kreuzpointer. O caso apaixonou a opinião pública suíça.